# Као
Као (тонг. Kao, англ. Kao) — вулканічний острів (стратовулкан) у західній частині острівної групи Хаапай округу Хаапай (Королівство Тонга), в південно-західній частині Тихого океану.

## Географія

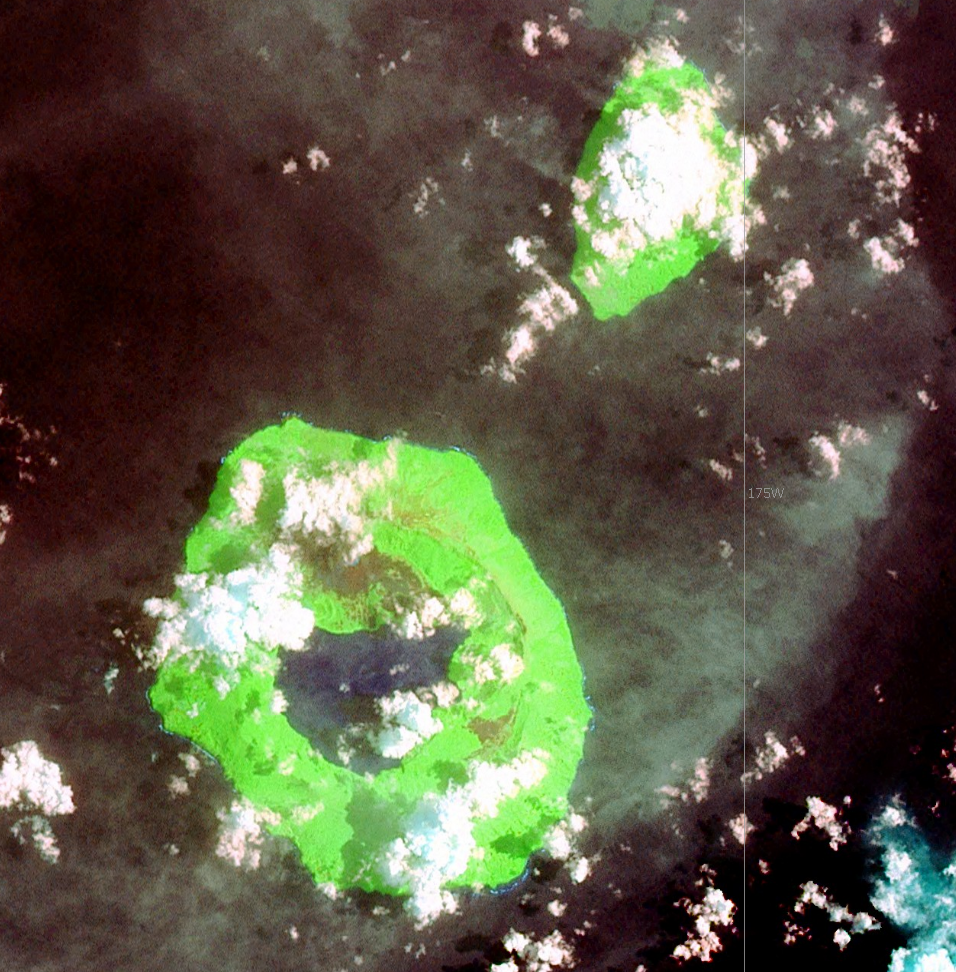
Острови Тофуа (внизу) та Као (зверху)

Као розташований за 5 км на північ — північний схід від острова Тофуа та за 160 км на північ від острова Тонгатапу. Острів-вулкан розташований за 610,51 км на південний схід від найближчої вищої вершини — Улуйґалау (1241 м), яка розташована на острові Тавеуні (Фіджі). Острів Као, по суті, є однойменним згаслим стратовулканом, висота якого сягає 1030 м. Це найвищий вулкан і вершина архіпелагу і всього Королівства Тонга. Площа острова — 11,6 км². Він простягся з півночі — північного сходу на південь — південний захід на 5,2 км, при максимальній ширині 3,2 км. Острів має практично симетричну конусоподібну форму. У невеликому кратері вулкана розташоване прісноводне озеро. Кращим транспортом для висадки на острів Као є невеликий човен, яким можна пристати до південного узбережжя, хоча великі хвилі та гострі скелі можуть зробити цю висадку небезпечною, тому для цієї подорожі потрібен досвідчений моряк-штурман. Підйом на вершину також важкий і небезпечний, через круті схили, непрохідні джунглі та відсутність постійного второваного шляху для підйому.
Постійного населення, за переписом 2006 року, на острові немає. На південно-західному узбережжі розташоване закинуте селище Топуєфіо. Місцями на узбережжі та нижніх схилах розташовані невеликі плантації, на яких вирощується перець п'янкий (кава, або кава-кава), робітниками з сусідніх островів, які тут тимчасово проживають.

## Геологія
Достеменно, точний вік вулкана невідомий, але можна припустити, що в геологічному плані, він сформувався зовсім недавно. І хоча свіжі потоки лави відсутні, вулкан не містить виражених слідів ерозії поверхні, глибоких ерозійних ярів та високих прибережних, розмитих скель. Схили гори круті, місцями спускаються під кутом більше ніж 35 градусів від вершини, яка має ряд невеликих вулканічних кратерів. Острів на узбережжі і нижніх схилах покритий густими непрохідними джунглями, з численними заростями високої папороті. На лінії вище 400 м дерева і висока папороть закінчується, далі переважають зарості невисокої папороті. На узбережжі, місцями розташовані невисокі скелі.

## Історія
Острів Као був відкритий англійським мандрівником Джеймсом Куком у 1774 році, проте мореплавець на ньому не висаджувався. 2 травня 1789 року на сусідньому острові Тофуа відбулася сутичка тубільців з частиною команди, корабля «Баунті» англійського капітана Вільяма Блая, який висадився на острів для поповнення запасів води.